# 圣洛朗-布列塔尼
圣洛朗-布列塔尼（法語：Saint-Laurent-Bretagne，法語發音：[sɛ̃ loʁɑ̃ bʁətaɲ]）是法国大西洋比利牛斯省的一个市镇，位于该省东北部，省会波城东北15公里处，属于波城区。该市镇于1842年由原市镇圣洛朗（Saint-Laurent）和布列塔尼（Bretagne）合并而成。

## 地理
圣洛朗-布列塔尼（43°23'0"N, 0°11'57"W）面积10.59 平方千米，位于法国新阿基坦大区大西洋比利牛斯省，该省份为法国东南部省份，涵盖了贝阿恩与北巴斯克，西临大西洋比斯開灣，北至朗德省，东北接热尔省，东临上比利牛斯省，南与西班牙接壤。
与圣洛朗-布列塔尼接壤的市镇（或旧市镇、城区）包括：阿贝尔、加巴斯通、伊盖尔-苏伊、莱斯普尔西、莫纳叙-欧迪拉克、里于佩鲁斯、塞泽尔。

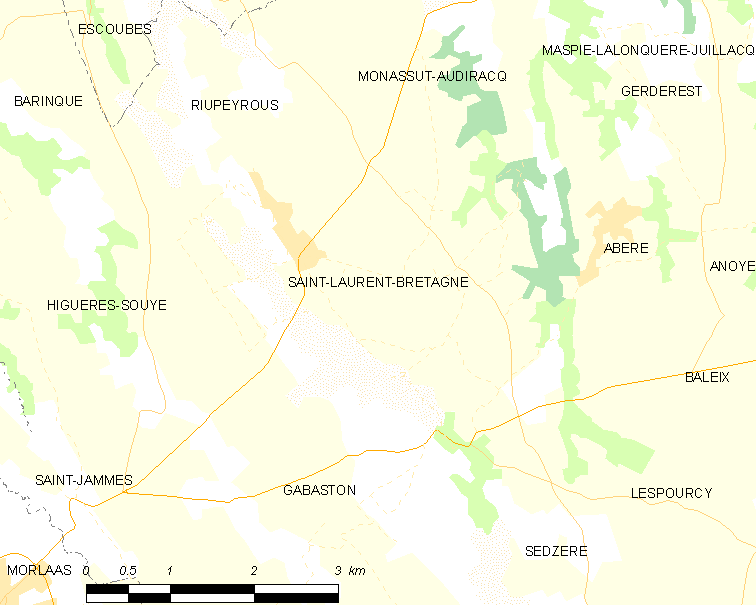
圣洛朗-布列塔尼的OSM定位图

圣洛朗-布列塔尼的时区为UTC+01:00、UTC+02:00（夏令时）。

## 行政
圣洛朗-布列塔尼的邮政编码为64160，INSEE市镇编码为64488。

## 政治
圣洛朗-布列塔尼所属的省级选区为莫尔拉斯与蒙塔内雷斯地区县。

## 人口

1962-2008年间圣洛朗-布列塔尼人口变化图示

圣洛朗-布列塔尼于2022年1月1日时的人口数量为444人。